# Шарл Раймон дьо Сен-Валие
Шарл Раймон дьо Сен-Валие (на френски: Charles Raymond de Saint-Vallier) е френски дипломат.
Като посланик на Франция в Берлин подписва Берлинския договор през 1878 г.

## Дипломатически път
- 1860 – 1868: секретар на посолството (secrétaire de l’ambassade) в Константинопол
- 1877 – 1881: посланик в Берлин.